# Susana Martínez
Susana Martínez (El Paso, Texas; 14 de julio de 1959) es una política estadounidense miembro del Partido Republicano que se desempeñó como gobernadora del estado de Nuevo México de 2011 a 2019. Mientras fungía como gobernadora, fue presidenta de la Asociación de Gobernadores Republicanos de 2015 a 2016. Martínez se convirtió en la primera mujer en ganar la gobernación de Nuevo México, además de convertirse en la primera gobernadora hispana en los Estados Unidos.

## Biografía
Nacida en El Paso, Texas, Martínez se graduó de la Facultad de Derecho de la Universidad de Oklahoma. Después de ser admitida en el Colegio de Abogados de Nuevo México, comenzó su carrera como fiscal en 1986 como fiscal de distrito auxiliar para el tercer distrito judicial de Nuevo México, con sede en Las Cruces. Fue nombrada fiscal adjunta de distrito en 1992. Se unió al Partido Republicano y se postuló para fiscal de distrito en 1996, cumpliendo tres mandatos, de 1997 a 2011.
Después de que el gobernador en funciones Bill Richardson tuviera prohibido buscar la reelección, Martínez declaró su candidatura para la gobernación en 2010. Ganó una primaria republicana de cinco candidatos y luego derrotó a la entonces vicegobernadora de Nuevo México Diane Denish con el 53% de los votos en las elecciones generales de 2010. Cuatro años después, fue reelegida con el 57% de los votos en contra del procurador general de Nuevo México, Gary K. King en las elecciones generales de 2014. En 2013, Martínez fue nombrada una de las 100 personas más influyentes del mundo por la revista Time.
A pesar de su notable origen hispano, Martínez es partidaria de una política migratoria de mano dura. Nuevo México tiene cerca de 300 kilómetros de frontera con México y es una de las puertas de entrada para la inmigración ilegal a Estados Unidos.